# 16th Screen Actors Guild Awards
16th SAG Awards

23. januar, 2010
Best Cast – Motion Picture: 

Inglourious Basterds
Best Cast – Drama Series: 

 Mad Men 

Best Cast – Comedy Series: 

 Glee 
Den 16th Screen Actors Guild Awards-uddeling, der har til formål at ære de bedste film- og tv-skuespillere i året 2009, fandt sted den 23. januar 2010 i Shrine Exposition Center i Los Angeles, Californien for 14. år i træk.
De nominerede blev præsenteret af den 17. december 2009 af Michelle Monaghan og Chris O'Donnell i Los Angeles' Pacific Design Center's Silver Screen Theater.

## Nominerede og vindere

### Screen Actors Guild 46th Annual Life Achievement Award
- Betty White

### Film

#### Outstanding Performance by a Male Actor in a Leading Role
Jeff Bridges – Crazy Heart
- George Clooney – Up in the Air
- Colin Firth – A Single Man
- Morgan Freeman – Invictus
- Jeremy Renner – The Hurt Locker

#### Outstanding Performance by a Female Actor in a Leading Role
Sandra Bullock – The Blind Side
- Helen Mirren – The Last Station
- Carey Mulligan – An Education
- Gabourey Sidibe – Precious
- Meryl Streep – Julie & Julia

#### Outstanding Performance by a Male Actor in a Supporting Role
Christoph Waltz – Inglourious Basterds
- Matt Damon – Invictus
- Woody Harrelson – The Messenger
- Christopher Plummer – The Last Station
- Stanley Tucci – The Lovely Bones

#### Outstanding Performance by a Female Actor in a Supporting Role
Mo'Nique – Precious
- Penélope Cruz – Nine
- Vera Farmiga – Up in the Air
- Anna Kendrick – Up in the Air
- Diane Kruger – Inglourious Basterds

#### Outstanding Performance by a Cast
Inglourious Basterds
- An Education
- The Hurt Locker
- Nine
- Precious

#### Outstanding Performance by a Stunt Ensemble
Star Trek
- Public Enemies
- Transformers: Revenge of the Fallen

### Fjernsyn

#### Outstanding Performance by a Male Actor in a Television Movie or Miniseries
Kevin Bacon – Taking Chance
- Cuba Gooding, Jr. – Gifted Hands: The Ben Carson Story
- Jeremy Irons – Georgia O'Keeffe
- Kevin Kline – Great Performances: Cyrano de Bergerac
- Tom Wilkinson – A Number

#### Outstanding Performance by a Female Actor in Television Movie or Miniseries
Drew Barrymore – Grey Gardens
- Joan Allen – Georgia O'Keeffe
- Ruby Dee – America
- Jessica Lange – Grey Gardens
- Sigourney Weaver – Prayers for Bobby

#### Outstanding Performance by a Male Actor in a Drama Series
Michael C. Hall – Dexter
- Simon Baker – The Mentalist
- Bryan Cranston – Breaking Bad
- Jon Hamm – Mad Men
- Hugh Laurie – House

#### Outstanding Performance by a Female Actor in a Drama Series
Julianna Margulies – The Good Wife
- Patricia Arquette – Medium
- Glenn Close – Damages
- Mariska Hargitay – Law & Order: Special Victims Unit
- Holly Hunter – Saving Grace
- Kyra Sedgwick – The Closer

#### Outstanding Performance by a Male Actor in a Comedy Series
Alec Baldwin – 30 Rock
- Steve Carell – The Office
- Larry David – Curb Your Enthusiasm
- Tony Shalhoub – Monk
- Charlie Sheen – Two and a Half Men

#### Outstanding Performance by a Female Actor in a Comedy Series
Tina Fey – 30 Rock
- Christina Applegate – Samantha Who?
- Toni Collette – United States of Tara
- Edie Falco – Nurse Jackie
- Julia Louis-Dreyfus – The New Adventures of Old Christine

#### Outstanding Performance by an Ensemble in a Drama Series
Mad Men
- The Closer
- Dexter
- The Good Wife
- True Blood

#### Outstanding Performance by an Ensemble in a Comedy Series
Glee
- 30 Rock
- Curb Your Enthusiasm
- Modern Family
- The Office

#### Outstanding Performance by a Stunt Ensemble in a Television Series
24 timer
- The Closer
- Dexter
- Heroes
- The Unit

## Eksterne links
- SAG Awards official siteArkiveret 21. april 2012 hos  Wayback Machine